# Robot (雑誌)
『robot』（ロボット）はワニマガジン社発行の村田蓮爾責任編集のフルカラーコミック誌である。2004年に創刊された。サブタイトルは「SUPER COLOR COMIC」。

## 概要
村田蓮爾責任編集の元、商業的な力に関係なく、そのアーティストが自由にやれる物を作ることをテーマに発行されたコミック誌である。なお、アメリカでも既に発売されており、国際進出にも成功した数少ない雑誌のひとつである。
不定期刊行。雑誌、コミック誌と銘打っているが一般的には画集として扱われている。
robot内キャラクターのフィギュアも発売されたり、「robot展」なる展覧会が開催されたりと広がりを見せた。
さらに最終巻となるrobot10では、HPをリニューアルし、「robot town」として架空の都市を制作すること、さらに2008年春に新しいデザインの元、読み切り作品オンリー雑誌『SIGNAL』を発売する事が発表されたが、以後音沙汰無く、2010年には既存のrobotのホームページもアクセスが出来なくなってしまった。
尚、最終巻までに完結しなかった作品の一部は『季刊GELATIN』に移籍したが、一部の作品は未完のままの状態である。

## 掲載作品

### 漫画
- 浅田弘幸 - PEZ（robot1 - 5、10、microbot）
- 安倍吉俊 - 廃域（robot1 - 9）
- 安倍吉俊 - U.C.O Unidentified Cycling Object（robot10）
- 伊藤真美 - Carogna（robot1）
- 伊藤真美 - Batchy Twins（robot3）
- 伊藤真美 - HETNANOTIKA（robot5）
- 伊藤真美 - CABINET'S TALE（robot8）
- 伊藤真美 - Una Poupee Triste（robot10）
- いぬぶろ - 赤色料理店〜いぬみみずかん出張版〜（robot7）
- いぬぶろ - 今日は楽しい新人歓迎会だ!!（robot8）
- 緒方剛志 - Super SHERPA -ホンノスコシノクウカンリョコウ-（robot4）
- OKAMA - オプトン（robot1）
- OKAMA - ロボットは羊の数を数える椅子を選んだよ（robot10）
- 衣谷遊 - ANGELS（robot1）
- コザキユースケ - 東京カラス（robot4 - 10）※最終話描きおろしで同人誌にて完結
- SABE - 雀ロボが行く〜!!（robot1 - 10）
- 三部けい - 月光（robot1）
- 三部けい - 鏡の中（robot2）
- 三部けい - 祠の声（robot3）
- 三部けい - こっちへおいで（robot4）
- 田島昭宇 - プラネタリウムの天使（robot1、microbot）
- 田代ほけきょ - りんごとルビー（robot10）
- 多田由美 - Apology（robot4 - 6）
- 多田由美 - Polaris（robot10）
- 原作：多田由美 作画：村田蓮爾 - Rub Your Tired Eyes（robot9）
- 原作：多田由美 作画：村田蓮爾 - あした、きみのわらうかお（robot10）
- chicken - me no me（robot7）
- 帝国少年 - 菜魚料理店（robot2）
- 帝国少年 - 聞茶店（robot8）
- 道満晴明 - 魔女の条件（robot2）
- 冬目景 - Skit Scooter（robot7）
- TOKIYA - マホマ法（robot9)）
- TOKIYA - UNIONOISE ユニオノイズ（robot10）
- 長澤真 - せどうか（robot1～10）
- 鳴子ハナハル - Picnic（robot1）
- 猫井ミィ - 激突! 復讐のイケメンカンフー対ブサイクカンフー 花婿を探せ!（robot1）
- 猫井ミィ - 来年の事を言うと鬼が笑う（robot2）
- 平凡 - AI（robot7）
- 原作：平井和正・桑田二郎 作画：藤原カムイ - EIGHTMAN（robot9）
- 藤原カムイ - EIGHT DOG LEGEND PREVIEW（robot8）
- 放電映像 - ストロー（robot5～10）※『季刊GELATIN』へ移籍
- 前嶋重機 - DRAGON FLY（robot1 - 8、microbot）※『季刊GELATIN』へ移籍
- 前田浩孝 - 花〜hana〜（robot2）
- 前田浩孝 - alter ego（robot5）
- 三浦靖冬 - 夏噛戯え（robot1）
- 三浦靖冬 - 十一月の底（robot2）
- 三浦靖冬 - ゆうやみこやみ（robot3）
- 三浦靖冬 - チリヌルヲ（robot6）
- 三浦靖冬 - 櫛曳きのにわ（robot10）
- 三原ミツカズ - a Paradox of a Lion（robot6）
- むらかわみちお - 「色の行方・風の記憶」#1 色の行方（robot5）
- 村田蓮爾 - BMW DRIVE（robot8）
- ヤスダスズヒト - Eine Kleine Nachtmusik（robot1 - 2、4 - 5、9、microbot）※『季刊GELATIN』へ移籍
- 山本ヤマト - Rail（robot6 - 9）※未完
- YUG - へもへも（robot1、3、6）
- YUG - delicious adventures（robot2）
- 米倉けんご - 好色（robot3）
- 米倉けんご - ツバメ（robot6、8 - 10）※未完
- ロボいぬ - 衛生管理人（robot8）
- ロボいぬ - 日和見ペンギン（robot9）
- ロボいぬ - シャチと私（robot9）
- ロボいぬ - ワニの歯医者さん（robot10）
- ワダアルコ - ゆめうり（robot3）
- ワダアルコ - 上から九段目赤い染み（robot4）
- ワダアルコ - TRUE or NOT（robot6）
- ワダアルコ - Aquarium（robot7）

### イラストーリー
- 川洋 - 越谷市みずアトリビュー町（robot8）
- 小林治 - THE BABYS×小林治（robot3）
- 小林誠 - DRAGON'S HEAVEN（robot1）
- 田島昭宇 - プラネタリウムの天使-補＜捉＞-（robot6）
- HACCAN - EVENTYR（robot1 - 2、microbot）
- 藤純 - RED GARDEN（robot4 - 7）
- ミギー - 空籠の夢（robot1）
- ミギー - 星や青く（robot2）
- ミギー - VOICE OF GARDEN（robot3）
- ミギー - 箱庭蝶々（robot4）
- ミギー - 天井の青（robot5）
- ミギー - 窓の欠片（robot6）
- ミギー - Growing Flowers（robot7）
- ミギー - 花冠の君（robot8）
- ミギー - エンマのみるゆめ（robot9）
- ミギー - 千夜一夜（robot10）
- 村田蓮爾 - GROUNDPASS DRIVE（robot1）
- 村田蓮爾 - trois cercles（robot3）
- 村田蓮爾 - true colors（robot4）
- 村田蓮爾 - Les rats d'opera（robot5）
- 村田蓮爾 - A season reminiscent beyond the sea（robot6）
- 村田蓮爾 - Muffin girl's pact（robot7）

### イラスト
- 榎本 - Memory Of Childhood -奇妙な行進-（robot4）
- OKAMA - ビニルのゴシックドレス（robot3 - 4）
- キム・ヒョンテ - The Colour of ROBOT（robot5）
- Shuzilow.HA - SoltyRei The other side of production（robot5）
- 田島昭宇 - 「ベルベット」モノクロバージョン（robot2）
- 田島昭宇 - プラネタリウムの天使 -羽売りの少年-（robot7）
- D.K - 触物遊戯（robot7）
- 帝国少年 - 町立第三農業専門学校（robot3）
- 帝国少年 - Splash -town mizumachi swim champ-（robot4）
- 帝国少年 - 飛魚船763（robot5）
- 帝国少年 - マノナチュ遺跡女学院 -休憩時間限定ホログラムの花びら投影システム-（robot7）
- 帝国少年 - PRiCINPal STaTioN（robot9）
- 帝国少年 - The Dress March Corps ドレス行進軍団（robot10）
- 冬目景 - 緋いな（robot3、10）
- 白亜右月 - 原色図鑑（robot1）
- BABYsue - rmp meets Pinky:st.（robot7）

### その他
- Nick Stick - ROBOT-KUNイラスト（robot1 - robot10）
- 村田蓮爾 - 表紙（robot1 - robot10）

## 刊行巻
- robot1（2004年10月発売、ISBN 978-4-89829-777-3）1,890円（税込）
- robot2（2005年4月発売、ISBN 978-4-89829-785-8）1,890円（税込）
- robot3（2005年7月発売、ISBN 978-4-89829-797-1）1,890円（税込）
- robot4（2005年10月発売、ISBN 978-4-89829-493-2）1,890円（税込）
- robot5（2006年4月発売、ISBN 978-4-89829-987-6）1,890円（税込）
- robot6（2006年8月発売、ISBN 978-4-89829-980-7）2,415円（税込）
  - フィギュアとオリジナルミニ本『microbot』付き
- robot7（2006年11月発売、ISBN 978-4-86269-008-1）1,995円（税込）
- robot8（2007年3月発売、ISBN 978-4-86269-011-1）1,995円（税込）
- robot9（2007年8月発売、ISBN 978-4-86269-024-1）1,995円（税込）
- robot10（2008年2月発売、ISBN 978-4-86269-046-3）1,995円（税込）